# Węzina (Silésie)
Pour les articles homonymes, voir Węzina.
Węzina est une localité polonaise de la gmina de Przystajń, située dans le powiat de Kłobuck en voïvodie de Silésie.